# Maravillas (España)
Maravillas (llamada oficialmente Nosa Señora das Marabillas) es una parroquia y un lugar español del municipio de Cartelle, en la provincia de Orense, Galicia.

## Toponimia
La parroquia también es conocida por los nombres de Nosa Señora de Maravillas, Nuestra Señora de Las Maravillas y Santa María de Maravillas. 

## Organización territorial
La parroquia está formada por cuatro entidades de población, constando una de ellas en el nomenclátor del Instituto Nacional de Estadística español:
- As Maravillas  (As Marabillas)
- Augalevada
- Aúlfe
- O Vieiro

## Demografía
Gráfica demográfica del lugar y parroquia de Maravillas según el INE español:
| Gráfica de evolución demográfica de Maravillas entre 2000 y 2022 |
|                                                                  |
| Datos según el nomenclátor publicado por el INE.                 |